# جون الكسندر مكدونالد
جون الكسندر مكدونالد (بالإنجليزية: John Alexander McDonald)‏ هو سياسي كندي، ولد في 24 سبتمبر 1889، وتوفي في 16 أبريل 1962. حزبياً، نشط في الحزب الليبرالي في نوفا سكوشا ‏. وقد انتخب عضو مجلس الشيوخ الكندي وانتخب عضو مجلس نواب نوفا سكوتيا.